# Susiec (gmina)
Pour les articles homonymes, voir Susiec.
Susiec est une gmina rurale (gmina wiejska) du powiat de Tomaszów Lubelski, dans la Voïvodie de Lublin, dans l'est de la Pologne (capitale de la voïvodie).
Son siège administratif (chef-lieu) est le village de Susiec, qui se situe environ 18 kilomètres (km) à l'ouest de Tomaszów Lubelski (siège du powiat) et 100 kilomètres au sud-est de la capitale régionale Lublin.
La gmina couvre une superficie de 190,52 km2 pour une population de 7 822 habitants en 2006.

## Histoire
De 1975 à 1998, la gmina est attachée administrativement à l'ancienne voïvodie de Zamość.

Depuis 1999, elle fait partie de la nouvelle voïvodie de Lublin.

## Géographie
La gmina inclut les villages (sołectwa) de :

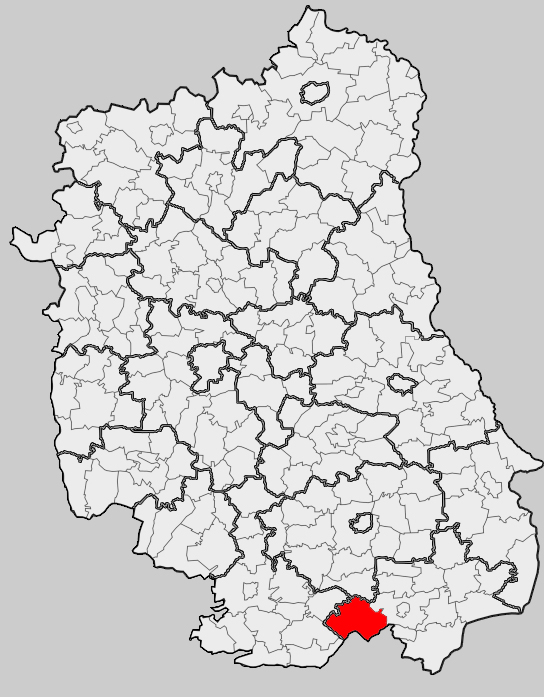
Position de la gmina dans la voïvodie

### Gminy voisines
La gmina de Susiec est voisine des gminy de
- Józefów
- Krasnobród
- Łukowa
- Narol
- Obsza
- Tomaszów Lubelski

## Structure du terrain
D'après les données de 2002, la superficie de la commune de Susiec est de 190,52 kilomètres carrés, répartis comme telle :
- terres agricoles : 41 %
- forêts : 54 %

La commune représente 12,81 % de la superficie du powiat.

## Démographie
Données du 30 juin 2004
| Description        | Total  | Total | Femmes | Femmes | Hommes | Hommes |
| ------------------ | ------ | ----- | ------ | ------ | ------ | ------ |
| Unité              | Nombre | %     | Nombre | %      | Nombre | %      |
| Population         | 7 927  | 100   | 3 936  | 49,7   | 3 991  | 50,3   |
| Densité (hab./km²) | 41,6   | 41,6  | 20,7   | 20,7   | 20,9   | 20,9   |